# Rougeou
Rougeou ist eine Gemeinde mit 151 Einwohnern (Stand: 1. Januar 2022) im französischen Département Loir-et-Cher in der Region Centre-Val de Loire. Die Gemeinde gehört zum Arrondissement Romorantin-Lanthenay und zum Kanton Saint-Aignan (bis 2015: Kanton Selles-sur-Cher). 

## Geographie
Rougeou liegt etwa 29 Kilometer südsüdöstlich von Blois und etwa 15 Kilometer westlich von Romorantin-Lanthenay in der Sologne. Umgeben wird Rougeou von den Nachbargemeinden Soings-en-Sologne im Norden, Mur-de-Sologne im Nordosten, Gy-en-Sologne im Osten und Südosten, Billy im Süden sowie Chémery im Westen.

## Bevölkerungsentwicklung
| 1962                       | 1968 | 1975 | 1982 | 1990 | 1999 | 2006 | 2017 |
| -------------------------- | ---- | ---- | ---- | ---- | ---- | ---- | ---- |
| 120                        | 116  | 108  | 107  | 109  | 102  | 119  | 159  |
| Quellen: Cassini und INSEE |      |      |      |      |      |      |      |

## Sehenswürdigkeiten
- Kirche Saint-Jean-Baptiste aus dem 12. Jahrhundert, seit 1986 Monument historique

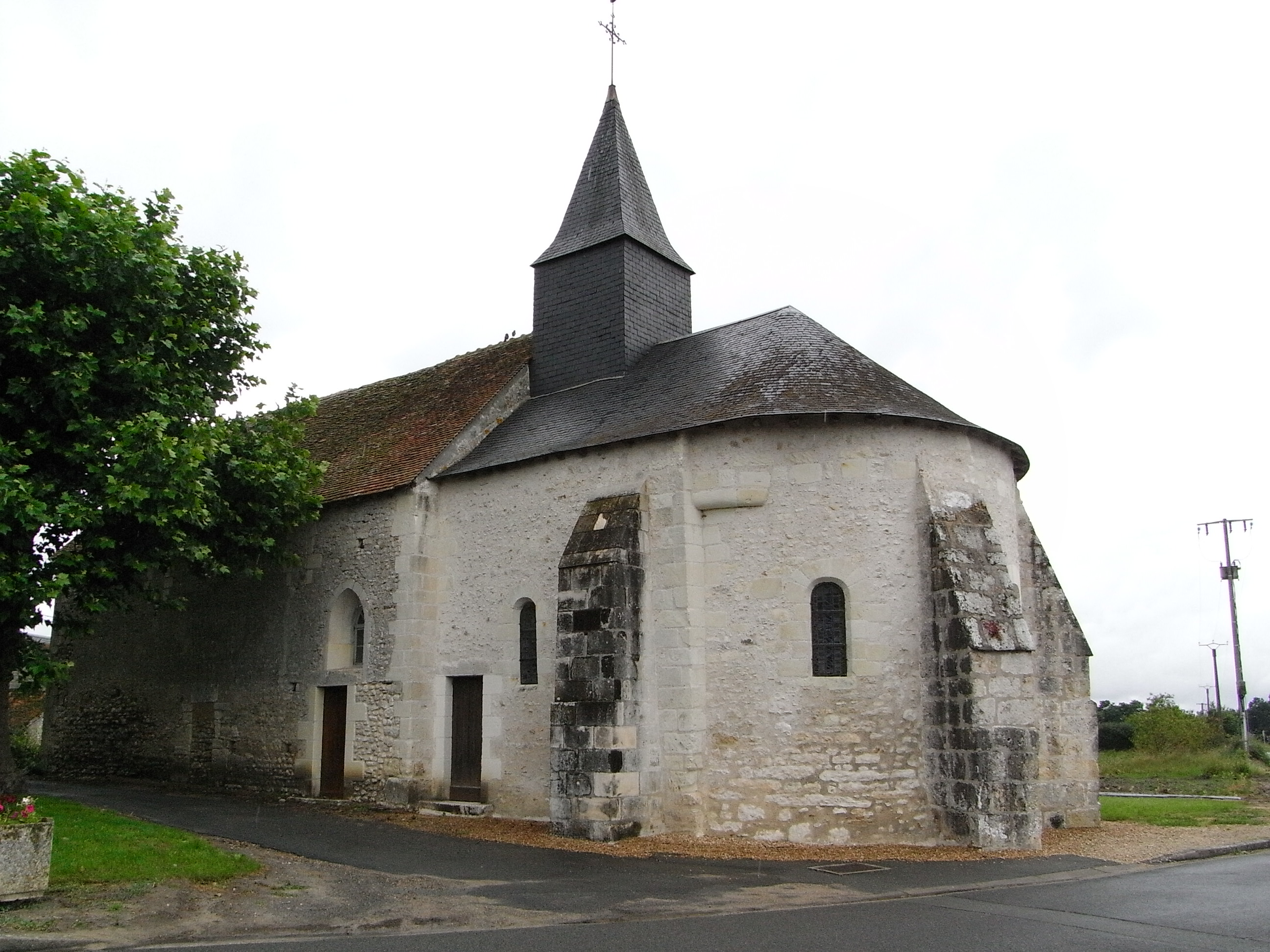
Kirche Saint-Jean-Baptiste